# X (21 Savage e Metro Boomin)
X  (inizialmente intitolato X Bitch) è un singolo del rapper britannico 21 Savage e produttore discografico statunitense Metro Boomin, pubblicato il 14 luglio 2016 come singolo del EP collaborativo Savage Mode.

## Antefatti e pubblicazione
Il 2 luglio 2016 21 Savage annunciò il proprio EP realizzato in collaborazione con Metro Boomin, condividendo la copertina e la data di pubblicazione dell'EP. Il 14 luglio seguente fu invece annunciata la track list e venne pubblicato il brano X come primo singolo dell'EP

## Promozione
Il brano fu eseguito dal vivo per la prima volta durante i Bet Hip-Hop Awards 2016.

## Video musicale
Il video musicale, diretto da Vincent Lou, fu invece pubblicato il 25 dicembre 2016.

## Tracce
1. X (feat. Future) – 4:18 (testo: Shéyaa Bin Abraham-Joseph, Nayvadius DeMun Wilburn – musica: Metro Boomin)

## Classifiche
| Classifica (2017)         | Posizione massima |
| ------------------------- | ----------------- |
| Canada                    | 66                |
| Stati Uniti               | 36                |
| Stati Uniti (R&B/hip-hop) | 12                |